# Dissesto idrogeologico
Il dissesto idrogeologico è l'insieme dei processi geomorfologici che producono la degradazione del suolo e di conseguenza l'instabilità o la distruzione delle costruzioni che sono  presenti.
Il dissesto idrogeologico comprende tutti i processi naturali che corrompono un territorio, a partire dall'erosione superficiale o sotterranea, fino agli eventi più catastrofici, come per esempio le frane e le alluvioni.

## Il rischio di dissesto idrogeologico
Secondo la formula descritta da David J. Varnes in un rapporto dell'UNESCO nel 1984 il rischio totale relativo al dissesto idrogeologico può essere espresso con la seguente relazione:
{\displaystyle R_{t}=E\cdot R_{S}=E\cdot (H\cdot V)}
dove:
- {\displaystyle R_{t}}: rischio totale, cioè il numero aspettato di danni relativi ad un evento catastrofico in termini di vite umane, persone ferite, danni alle proprietà ed alle attività economiche;
- {\displaystyle E}: elementi a rischio, cioè la popolazione, le proprietà e le attività economiche potenzialmente in pericolo con riferimento a un dato fenomeno catastrofico;
- {\displaystyle R_{S}}: rischio specifico, che rappresenta il grado atteso di perdite legato ad un particolare fenomeno, espresso dal prodotto di H per V;
- {\displaystyle H}: pericolosità naturale, cioè la probabilità che un dato evento possa verificarsi in una data area in un certo periodo;
- {\displaystyle V}: vulnerabilità, che rappresenta il grado di danno atteso nei confronti di un elemento o di un insieme di elementi, espresso con una scala da 0 (nessun danno) a 1 (distruzione totale);[1]

Le azioni da attuare in presenza di un dissesto idrogeologico sono:
- descrizione dello stato di natura, che consiste nella raccolta delle informazioni relative ad un dato fenomeno catastrofico potenziale, con riferimento anche alle informazioni storiche;
- valutazione dell'intensità, cioè la valutazione del grado di distruttività che il fenomeno in analisi può assumere. In generale si può procedere considerando uno o più parametri legati all'intensità e valutarli oppure considerando anche gli effetti del fenomeno, quindi attuando anche un'implicita valutazione del valore e della vulnerabilità degli oggetti a rischio;
- valutazione della pericolosità, che consiste nella valutazione della probabilità che un dato evento avvenga in un certo periodo; in questa analisi ci si basa su metodi euristici (con valutazioni soggettive e qualitative), statistici (basati sullo studio del fenomeno nel passato) o deterministici (con riferimento a leggi fisico-matematiche);
- valutazione del rischio inteso come sintesi del lavoro di individuazione e attribuzione di un valore degli elementi a rischio e della loro vulnerabilità;
- gestione del rischio, cioè la serie di interventi atti a diminuire l'effetto del fenomeno su ambiente, manufatti e popolazione.

## Cause
Le condizioni meteorologiche e i cambiamenti climatici sono una causa del dissesto idrogeologico, che viene inasprito dall'eccessivo consumo di suolo, in particolare dalla cementificazione e dalla deforestazione.

## Contromisure
In Italia - dopo che per decenni si era provveduto con mere erogazioni statali di indennizzo dei danneggiati dalle alluvioni e dalle altre calamità - sono nati vari movimenti dal basso con la partecipazione anche di amministratori locali, volti a tutelare e difendere il territorio.
La legislazione statale ha recepito l'esigenza di un approccio non frammentato geograficamente, preservando l'unità fisica dei bacini idrografici, con la legge n. 183 del 1989, di difesa del suolo, che istituì anche in Italia le Autorità di bacino.
Le azioni attuabili in relazione a questo rischio sono fondamentalmente la previsione, la prevenzione e la mitigazione degli effetti.
La previsione, secondo l'articolo 3 comma 2 della legge n. 225 del 1992, consiste nelle attività dirette allo studio ed alla determinazione delle cause dei fenomeni calamitosi, alla identificazione dei rischi ed alla individuazione delle zone del territorio soggette ai rischi stessi.
La prevenzione, secondo l'articolo 3 comma 3 della stessa legge, consiste nelle attività volte ad evitare o ridurre al minimo la possibilità che si verifichino danni conseguenti agli eventi di cui all'articolo 2 anche sulla base delle conoscenze acquisite per effetto delle attività di previsione.
La mitigazione degli effetti distruttivi consiste nella serie di azioni attuate al fine di ridurre il rischio a persone, manufatti e ambiente.
In Italia è stimato che basterebbero 4,1 miliardi di euro per mettere in sicurezza il paese con un'adeguata pianificazione che gestisca la fase di intervento e stabilisca i piani di manutenzione con effetti e ricadute positive anche in termini economico-occupazionali. Al momento, per favorire la formazione nel settore della difesa del suolo e della riduzione del rischio idrogeologico, è stato istituito, a decorrere dal primo gennaio 2000, presso il Ministero dell'ambiente, il “Fondo nazionale” per l'alta formazione nel settore della difesa del suolo: esso sarà alimentato con un'aliquota pari allo 0,1 per cento delle risorse destinate, ogni anno, all'attuazione della legge n. 183 del 1989 e della legge n. 267 del 1998; a valere sulle disponibilità finanziarie del Fondo, il Ministero dell'ambiente predispone - d'intesa con il Ministero dell'università e della ricerca scientifica e tecnologica, sentito il Gruppo nazionale per la difesa dalle catastrofi idrogeologiche - un piano pluriennale approvato dal Comitato dei ministri di cui all'articolo 4 della legge n. 183 del 1989.
Con sentenza n. 245 del 2018, la Corte Costituzionale ha dichiarato illegittima una norma regionale nella parte in cui consentiva "gli interventi di recupero nelle aree assoggettate dai piani di bacino a vincoli diversi dall’inedificabilità assoluta o qualificate a rischio geologico o idrogeologico diverso da quello elevato, a prescindere dalla conformità di detti interventi con i piani di bacino stessi”.
In questo modo, il divieto di costruire veniva di fatto esteso anche alle aree a rischio geologico o idrogeologico medio-basso.
"Italia sicura", una struttura voluta da Matteo Renzi su un'idea di Renzo Piano,0 era composta da 16 esperti della Pubblica Amministrazione e dai presidenti delle regioni, nominati commissari. Dopo quattro anni e centinaia di piccoli cantieri, era giunta a un piano nazionale da 8.4 miliardi, già stanziati.
Dopo avere sciolto Italia Sicura, 
mel 2019 il Governo Conte II decise di spendere un miliardo di euro per ripristinare un milione di alberi nelle zone inaridite o comunque coinvolte da gravi cataclismi naturali.